# Капланоглу, Семих
Семих Капланоглу (род. 4 апреля 1963 года в Измире) — турецкий сценарист, режиссёр и продюсер. Закончил секцию Кино и телевидения при факультете изящных искусств Университета Девятого сентября.
В 1984 году он переехал в Стамбул, где проработал пару лет копирайтером для компаний, специализирующихся на рекламе — таких, как Güzel Sanatlar, Saatchi & Saatchi и Young & Rubicam.

## Карьера в кино
Затем Капланоглу стал помощником оператора на съёмках двух получивших награды документальных фильмов. Позже Семих написал сценарий телесериала в 52 эпизода, который стал успешным на каналах Show TV and InterStar.
Первый фильм, который он режиссировал «Herkes Kendi Evinde» («Вне дома»), получил несколько наград и участвовал на международных кинофестивалях. Второй его фильм «Meleğin Düşüşü» («Падение Ангела») был показан на Берлинском кинофестивале 2006 года и привлёк широкий интерес критиков и зрителей. Художественный фильм «Yumurta» («Яйцо») получил международные награды за лучший фильм, лучшую режиссуру и лучший сценарий.
Фильм «Мёд» Семиха Капланоглу получил «Золотого медведя» на Берлинском кинофестивале 2010 года.

## Фильмография

### Режиссёр
- Şehnaz Tango (телесериал)
- 2001 — Вне дома (тур. Herkes Kendi Evinde)
- 2005 — Падение Ангела (тур. Meleğin Düşüşü)
- 2007 — Яйцо (тур. Yumurta)
- 2008 — Молоко (тур. Süt)
- 2010 — Мёд (тур. Bal)
- 2017 — Зерно (тур. Buğday)

### Сценарист
- Şehnaz Tango (телесериал)
- 2005 — Падение Ангела (тур. Meleğin Düşüşü)
- 2007 — Яйцо (тур. Yumurta)
- 2008 — Молоко (тур. Süt)
- 2010 — Мёд (тур. Bal)

### Продюсер
- 2001 — Вне дома (тур. Herkes Kendi Evinde)
- 2005 — Падение Ангела (тур. Meleğin Düşüşü)
- 2007 — Яйцо (тур. Yumurta)
- 2008 — Молоко (тур. Süt)
- 2010 — Мёд (тур. Bal)